# سفارة دولة فلسطين لدى المغرب
سفارة دولة فلسطين لدى المغرب هي الممثلية الدبلوماسية العُليا لدولة فلسطين لدى المغرب. تقع السفارة في الرباط.